# Актау (селище)
Акта́у (каз. Ақтау) — селище у складі Темиратуської міської адміністрації Карагандинської області. Адміністративний центр та єдиний населений пункт Актауської селищної адміністрації.
Населення — 5851 особа (2021; 6906 у 2009, 10863 у 1999, 14601 у 1989).